# Fatima Khan

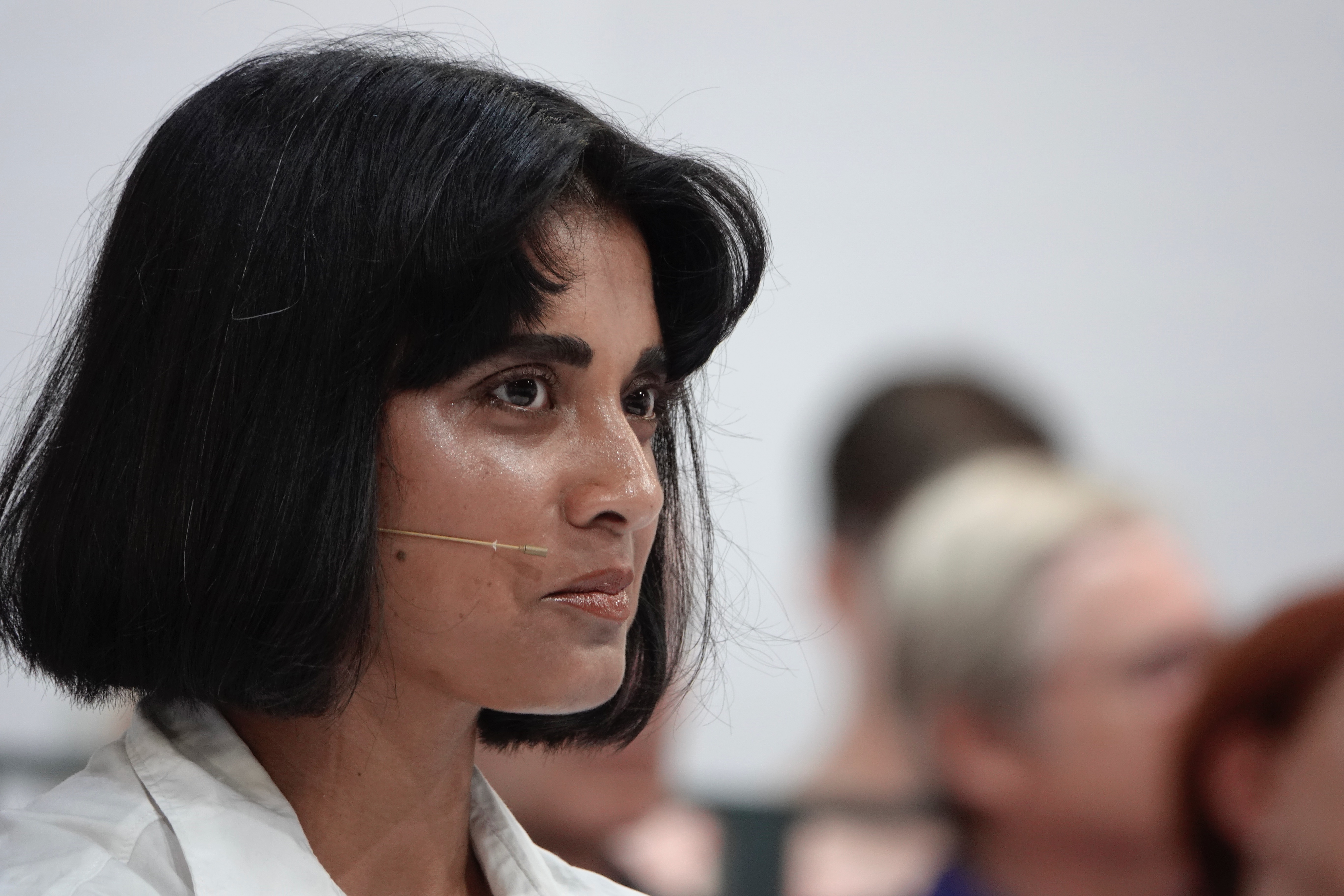
Fatima Khan beim Ingeborg-Bachmann-Preis 2025

Fatima Khan (* 1987 in Bhola, Distrikt Bhola, Bangladesch) ist eine deutsche Autorin und Literaturvermittlerin.

## Leben und Werk
Ein Jahr nach ihrer Geburt zog Fatima Khan mit ihrer Familie nach Deutschland. Sie wuchs in Köln auf. An der dortigen Universität und in Sevilla studierte sie Klassische Literaturwissenschaft im Rahmen des Bachelor-Studiengangs Antike Sprachen und Kulturen, außerdem Germanistik. Seit 2022 studiert Khan „Mediale Künste/Literarisches Schreiben“ an der Kunsthochschule für Medien Köln.
2018 war Fatima Khan Initiatorin und Mitgründerin von q[lit]*clgn, dem nach eigener Angabe ersten feministischen Literaturfestival Deutschlands. Seit 2020 konzipiert und moderiert sie Veranstaltungen, so etwa für die Akademie der Künste der Welt. 2024 übernahm sie die künstlerische Leitung für das Projekt BOLD am Literaturhaus Bonn zur Förderung literarischen jungen Lebens in Nordrhein-Westfalen.
Literarische Texte und Essays publiziert Fatima Khan seit 2020. Sie arbeitet an ihrem Debütroman, der mit Anspielung auf die gleichnamige, von Gottfried Böhm geschaffene Kölner Kapelle den Arbeitstitel Madonna in den Trümmern trägt. Von Mithu Sanyal wurde sie 2025 zum Ingeborg-Bachmann-Wettbewerb nach Klagenfurt am Wörthersee eingeladen. Dort las sie einen Auszug aus ihrem Roman.

## Auszeichnungen und Stipendien (Auswahl)
- 2024: Teilnehmerin der Textwerkstatt Kölner Schmiede
- 2024: Stipendiatin der Autor*innenwerkstatt Prosa des Literarischen Colloquiums Berlin
- 2024: 1:1 Mentoring mit Mithu Sanyal, Literaturbüro NRW
- 2025: Arbeitsstipendium des Landes Nordrhein-Westfalen
- 2025: Residenzstipendium der Roger-Willemsen-Stiftung im mare-Künstlerhaus in Wentorf bei Hamburg
- 2025: Nominierung für den Ingeborg-Bachmann-Preis

## Veröffentlichungen (Auswahl)
- Locus amoenus. In: Magazin CC, Jg. 4, 2021, H. 2, S. 6–9.
- [Ohne Titel; Beitrag zu einem Enquete-Heft mit dem Thema Gute Literatur]. In: Akzente, Jg. 69, H. 3, München 2022, S. 29.
- Madonna in den Trümmern. In: Sprache im technischen Zeitalter, Jg. 63, Köln 2025, H. 1, S. 47–54.